# Stóli
Stóli, en grec moderne : Στόλοι, est un village du dème de Gortyne, dans le district régional d'Héraklion, de la Crète, en Grèce. Selon le recensement de 2001, la population de Stóli compte 419 habitants.
Le village est situé à une altitude de 230 mètres et à une distance de 55,7 km d' Héraklion.

## Histoire
La tradition veut que le village tire son nom de l'église d'Agíos Apostólos (Apostóli> Stóli) où le cimetière existait jusqu'à il y a quelques années. En 1583, il est mentionné sous le nom de Stolus avec 36 habitants. Pendant l'occupation turque, il est habité exclusivement par des Turcs, en 1834 par 6 familles et en 1881 par 122 personnes.